# 黒海穀物イニシアティブ
黒海穀物イニシアティブ（こっかいこくもつイニシアティブ、英: Black Sea Grain Initiative）は、2022年7月22日、イスタンブールにおいてウクライナとロシア、トルコ、国際連合の間で調印された、黒海を通じたウクライナからの穀物輸出の再開を約した合意。黒海穀物合意と表記されることもある。正式名称は、黒海を通じたウクライナからの穀物輸出等に関する4者合意（Initiative on the Safe Transportation of Grain and Foodstuffs from Ukrainian ports）。

## 背景
2022年2月に始まったロシアによるウクライナ侵略のため、それまで黒海経由の主要輸出国であったウクライナからの穀物海上輸送が完全に停止した。さらに、ロシアも穀物輸出を一時的に停止したことで、状況をさらに悪化させた。前年に小麦輸出で世界の30%、トウモロコシで世界の20%を占めていた2国による輸出減の懸念から、世界の食料価格が上昇し、低所得国では飢饉の脅威が生じた。G20の会合でも議題とされたが、ロシアと日米欧間の非難の応酬に終わった。

## 内容と履行
食糧危機への懸念に対処するため、モントルー条約に基づき黒海からの海上ルートを支配するトルコが主催し、国連が支援する話し合いが4月に始まった。その結果、7月22日にイスタンブールで120日間有効の協定が調印された。ウクライナとロシアは直接合意を避けるため、別々の文書に調印した。協定では、2022年の食糧危機に対処するため、特定の港から穀物を安全に輸出するための「回廊」が設けられた。また、共同調整・検査センターがイスタンブールに設置され、国連が事務局を務めることとなった。貨物船は共同調整センターに事前登録したのち、検査を受けたうえで規定の航路を通過することができる。また、ロシアの食品と肥料を世界市場に無制限に輸出することを促進するための国連の関与範囲についても並行的に合意された。
11月7日に120日間の合意延長が公表され、2023年3月と5月にも60日間の延長がなされた。
2023年7月17日、国連は、ロシアが延長に合意せず、離脱を表明したことを公表した。ペスコフ露報道官は同日、「残念ながら黒海合意のロシアに関連する部分が履行されていない」ことが終了の理由だと説明。「ロシアの部分が完了次第、ロシア側はこの合意の履行に即座に復帰する」とも述べた。また、ウラジーミル・プーチン露大統領はかねてより不満を表明しており、協定の理由建てとなった貧困国への食糧供給の実施率の低さや、ロシアの食料・肥料輸出への輸出障害に言及してきた。
貧困国への食糧供給に関しては、7月17日時点の公式データで低所得国へは3%しか輸出されず、低中所得国と合わせても20%に過ぎない。高所得国は最多の44%を占め、スペインを主に西欧諸国の増加がみられる。また、中国が最多輸入国であった。これに対し、国連や日米欧は、輸出量約3300万トンやWFP向けの72万トンという実績の絶対数や、市場全体への価格抑制効果で反論し、ロシアを批判した。中東・北アフリカ地域の大手穀物輸入業者は、すでに小麦をロシアやルーマニアなど黒海沿岸の生産国から調達しているため、冷静な反応を見せた。
ロシア産穀物や肥料の輸出については、合意上では可能とされているが、その実現には多くの障壁が存在する。例えば、欧米の経済制裁で、ロシア製品を運搬船に対する保険の取り扱いがないことや、輸出業務を執り行うロシア農業銀行が米国の制裁リストに掲載されたことによって国際送金システム（SWIFT）から締め出されていることなどである。いずれにしても、欧米の管理下で国連の影響力を行使できる場所にないため、アントニオ・グテーレス国連事務総長の約束は果たされない。